# Иван (древнерусский город)
Иван, Иван-город (укр. Іван, Іван-город; местное название — Иван-гора, укр. Іван-гора) — древнерусская крепость («город») на правом берегу Днепра, входившая в состав Днепровской оборонительной линии.

## Расположение
По мнению большинства исследователей, городище Ивана расположено возле города Ржищев Киевской области в урочище Иван-гора. Аргументы против данной локализации высказаны историком В. А. Кучкиным, предлагающим искать город Иван в окрестностях Киева (возможно, в бассейне Стугны).

## История
Датируется концом XI — XIII веком. Упоминается в Ипатьевской летописи под 1151 годом как крепость, сборный пункт князей, которые принимали участие под руководством Изяслава Мстиславича в борьбе с Юрием Долгоруким:
В то же время Вячъславъ, и Изяслав, и братъ его Ростиславъ, и Изяславъ Давыдовичу и Володимеръ брат Ростиславль, и Городеньскый князь, стояхуть вси у Ивана
Летопись рассказывает, что Юрий Долгорукий, после того, как он был вынужден во второй раз уйти из Киева в 1151 году, собрал своих союзников и выступил на Киев из Городца Остерского. Переправиться через Днепр на правый берег они решили по Зарубскому броду у города Заруба (позже село Зарубинцы Переяслав-Хмельницкого района Киевской области, которое существовало до создания Каневского водохранилища). Киевский князь Изяслав со своими союзниками в то время стоял возле (города) Ивана, а затем, получив известие о приближении противника, вернулся в Киев. Следуя летописному описанию передвижения князей, Иван должен был находиться между городами Святополч (близ современного села Витачева Обуховского района Киевской области) и Зарубом.
Как показывает сохранившееся городище, Иван был небольшой, но сильной крепостью. Она занимала выступ правого берега Днепра, который возвышался над поймой на 65-70 м. По склону холма с напольной стороны проходили два оборонительных рва, которые придавали ему дополнительную крутизну; по краю плато шёл высокий вал. Городище защищало население от нападений врага высокими деревянными стенами. Многолетние раскопки городища, показали, что наибольший расцвет его пришелся на XII-XIII века; большинство жилищ, а также археологических находок датируется именно этим временем.
Городище однослойное, его относят к одной из крепостей Днепровской линии обороны, защищавшей переправу через Днепр и ближние подступы к столице Руси — Киева.
Укреплённый замок Иван на Днепре, вероятно, некогда принадлежал Яну (Ивану) Вышатичу — киевскому тысяцкому. На юго-восток от городища находится посёлок этого же времени. В случае опасности крепость Иван могла выставить около сотни вооруженных дружинников, хотя гарнизон ее был, вероятно, менее многочисленным.
Городище было, вероятно, разгромлено во время первого монголо-татарского похода и разорения этой части побережья Днепра после битвы на Калке в 1223 году, когда монголо-татары разорили города на Нижнем Днепре до Святополча.

## Общее описание
Городище занимает останец коренного берега площадью 310 х 55 м2. Исследованы оборонительные сооружения, состоявшие из двух рядов четырехугольных срубов — внешний ряд и часть внутреннего заполнялись почвой, полые клети имели жилое или хозяйственное назначение. Раскопаны жилые и хозяйственные постройки (около 70 — каркасно-столбовой или срубной конструкции), они размещались в два ряда вдоль крепостной стены. Новые дома часто строили на месте сгоревших. Семья, как правило, занимала горницу и кухню. В последних сохранились глиняные печи, что свидетельствует об отоплении без дымовых труб. Рядом вырыты ямы для хранения зерна. В центральной части раскрыто 4 гончарных двухъярусных горна. Из находок видно, что поселение было ремесленным. Это жернова, топоры, замки, ключи, наконечники копий, свинцовая печать. Найдено большое количество черепков разнообразной посуды. Он украшен орнаментом, расписанный минеральной краской. Встречаются также и ювелирные изделия: украшения из бронзы, серебра, стекла, изделия из кости. Найдены многочисленные монеты.

## Исследования
В 1926 году городище Иван-гора обследовалось В. Е. Козловской. В 1960—1968 годах исследовалось экспедицией Института археологии АН УССР под руководством В. К. Гончарова.